# Tomaž Čopi
Tomaž Čopi (Koper, Yugoslavia, 2 de julio de 1970) es un deportista esloveno que compitió en vela en la clase 470.
Ganó una medalla de plata en el Campeonato Mundial de 470 de 1998 y dos medallas de plata en el Campeonato Europeo de 470, en los años 1998 y 1999.

## Palmarés internacional
| \| Campeonato Mundial \| Campeonato Mundial \| Campeonato Mundial \| Campeonato Mundial \| \| Año \| Lugar \| Medalla \| Clase \| \| ------------------ \| ------------------ \| ------------------ \| ------------------ \| \| 1998 \| El Arenal (España) \| Medalla de plata \| 470 \| \| Campeonato Europeo \| \| \| \| \| Año \| Lugar \| Medalla \| Clase \| \| 1998 \| Çeşme (Turquía) \| Medalla de plata \| 470 \| \| 1999 \| Zadar (Croacia) \| Medalla de plata \| 470 \| |                    |                  |       |
| Campeonato Mundial |                    |                  |       |
| Año | Lugar              | Medalla          | Clase |
| 1998 | El Arenal (España) | Medalla de plata | 470   |
| Campeonato Europeo |                    |                  |       |
| Año | Lugar              | Medalla          | Clase |
| 1998 | Çeşme (Turquía)    | Medalla de plata | 470   |
| 1999 | Zadar (Croacia)    | Medalla de plata | 470   |